# حصار طروادة
في الأساطير الإغريقية، شُنت حرب طروادة ضد مدينة طروادة من قبل الأخيونيين (الإغريق) بعد أخذ باريس طروادة لهيلين من زوجها مينيلاوس، ملك إسبارطة. كانت هذه الحرب واحدة من الأحداث الهامة في الأساطير الإغريقية وقد ذكرت في العديد من الأعمال الأدبية الإغريقية، ولا سيما في ملحمة هوميروس الشعرية الإلياذة. تصف الإلياذة (الكتاب الثاني والكتاب ال 23) فترة دامت أربعة أيام وليلتين في السنة العاشرة من حصار طروادة الذي دام عقدًا، تصف الأوديسا رحلة العودة إلى الوطن التي قام بها أوديسيوس الذي كان أحد أبطال الحرب. تصف سلسلة من القصائد الملحمية، التي تبقى منها شذرات، الأجزاء الأخرى للحرب. وفرت حلقات من الحرب موادًا للأساطير الإغريقية وأعمال أخرى من الأدب الإغريقي، ولشعراء رومان مثل فيرجيل وأوفيد. كان قدماء الإغريق يعتقدون أن طروادة كانت تقع بالقرب من مضيق الدردنيل وأن حرب طروادة كانت حدثًا تاريخيًا يعود إلى القرن الثاني عشر أو الثالث عشر قبل الميلاد، إلا أنه بحلول أواسط القرن التاسع عشر، سادت نظرة تفيد بأن كلًا من الحرب والمدينة كانا غير تاريخيين. في عام 1868، التقى عالم الآثار الألماني هينريش شليمان بفرانك كالفيرت الذي أقنع شليمان أن طروادة كانت تقع في ما هو اليوم هيسارليك في تركيا. ويقبل معظم العلماء اليوم بهذا الزعم استنادًا إلى أعمال التنقيب التي أجراها شليمان وآخرون.
تبقى مسألة إذا ما كانت هناك وقائع تاريخية وراء حرب طروادة مسألة مفتوحة. يعتقد العديد من العلماء أنه لا بد من وجود أساس تاريخي للقصة، ولو أن ذلك قد يعني ببساطة أن قصص هوميروس كانت دمجًا لقصص عديدة حول حصارات وحملات من قبل يونان الموكيانية خلال العصر البرونزي. ومن يعتقدون أن قصص حرب طروادة مستمدة من صراع تاريخي معين يحددون تاريخها عادة بأنه يعود إلى القرن الثاني عشر أو الحادي عشر قبل الميلاد، وغالبًا ما يعتمدون التاريخ الذي قدمه إراتوستينس، 1194 – 1184 قبل الميلاد، الذي يتطابق تقريبًا مع الدليل الأثري لحريق طروادة السابعة الكارثي وانهيار العصر البرونزي.

## غضب آخيل والإلياذة

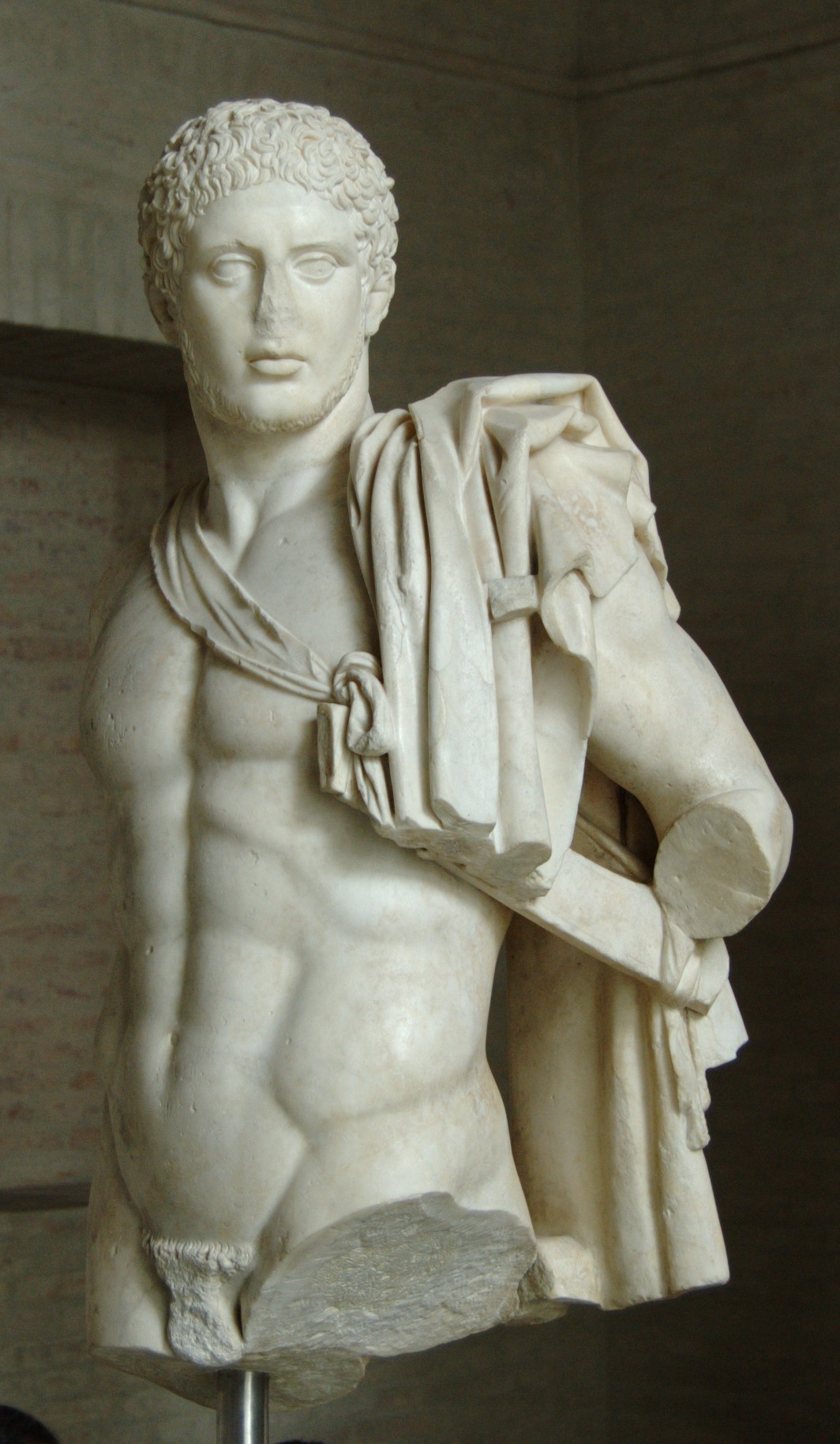
تمثال آخيل يعود للعام 430 قبل الميلاد

## حصان طروادة

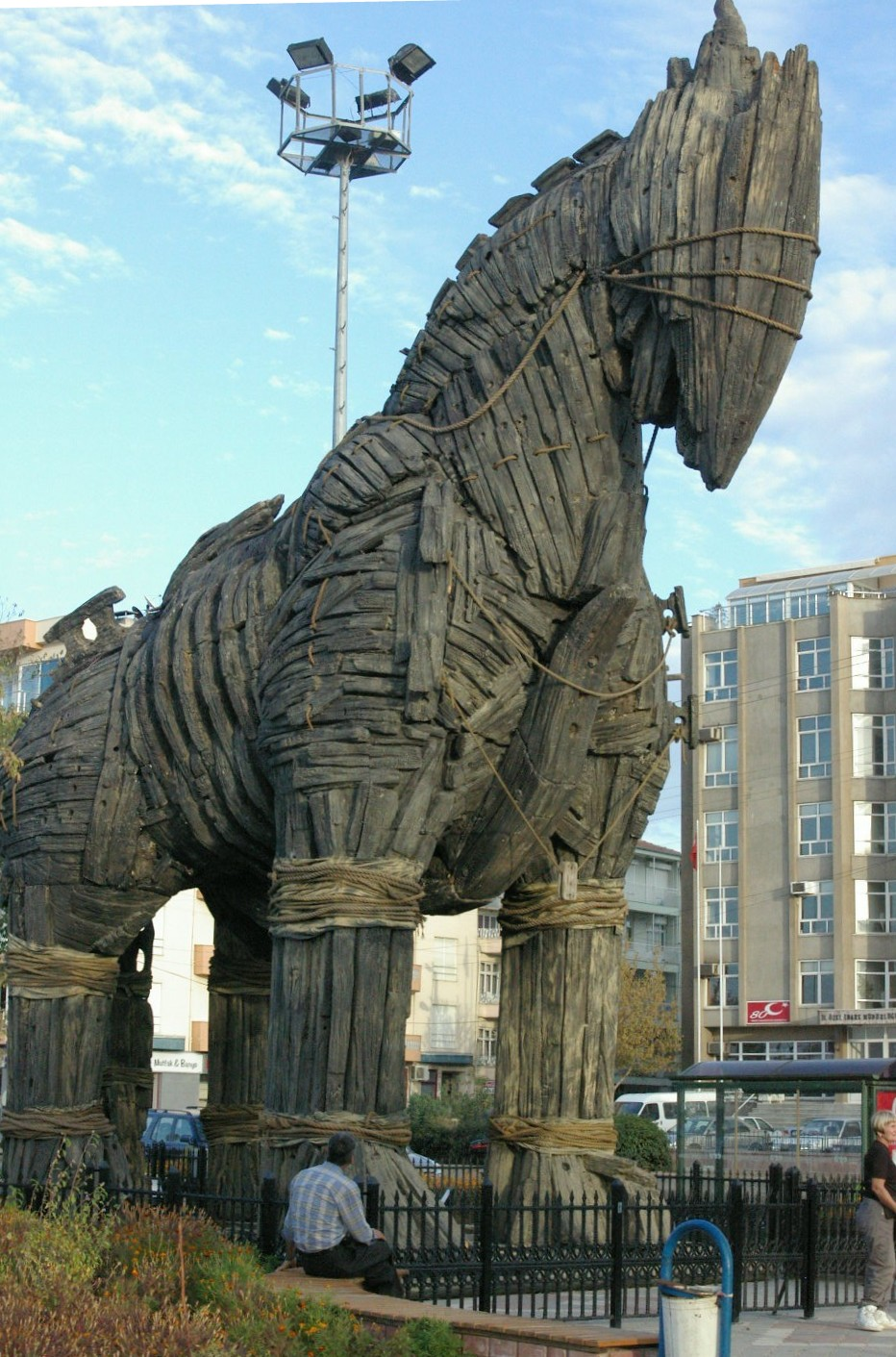
حصان خشبي من العام 2004, موجود حاليا في مدينة شاناكاله التركية ,استخدم في تصوير فيلم طروادة, تروي(فيلم)